# Sint-Jorisgilde (Mechelen)

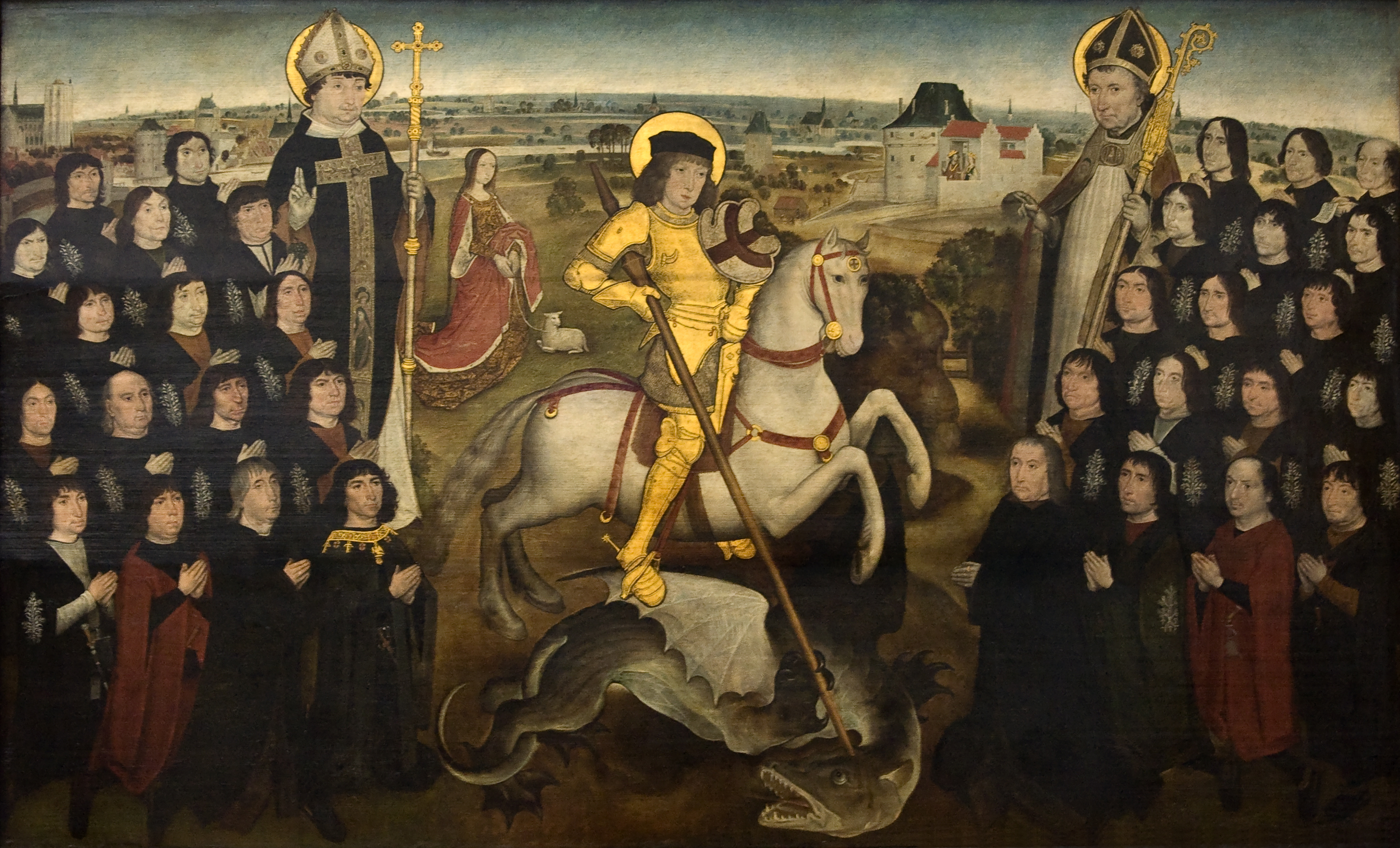
De leden van het gilde van de Grote Kruisboog te Mechelen (ca. 1500) door de Meester van het Mechelse Sint-Jorisgilde in het Koninklijk Museum voor Schone Kunsten (Antwerpen)

De Sint-Jorisgilde in de Belgische stad Mechelen werd genoemd naar Joris, de heilige die een draak doodde. Het was de oudste gilde van Mechelen (gesticht in 1312) en een van de vijf paramilitaire eenheden van deze stad.
De Sint-Jorisgilde omvatte twee gilden: de Oude of Grote Kruisboog en de Jonge of Kleine Kruisboog. Om lid te worden moest men behoren tot de gegoede burgerij en hun aantal was beperkt tot zestig voor de Oude en vierentwintig voor de Jonge Kruisboog. De stad compenseerde een deel van de kosten die ze zelf droegen voor de aanschaf van hun uitrusting, wapens en lidgeld. Zo ontving ieder lid twaalf ellen wollen stof in 1453. Als op hen een beroep werd gedaan ontvingen ze daggeld.
Filips de Goede deed een beroep op de Mechelse Sint-Jorisgilde toen hij in 1453 met de Gentenaars strijd leverde. Ook met Filips de Schone had de Mechelse Sint-Jorisgilde een band. Op een schilderij van de Meester van de Mechelse Sint-Jorisgilde (zie foto) wordt Filips afgebeeld als Joris, de drakendoder. De prinses (links op de achtergrond) vertoont de trekken van zijn gemalin Johanna van Castilië. Haar ouders kijken vanaf het kasteel toe (eigenlijk het blokhuis). Links is de beschermheilige van Mechelen Rombout afgebeeld en rechts wellicht de abt Libertus. Ook de Sint-Romboutskathedraal is duidelijk te herkennen.
Vanaf de 16e eeuw verloor de gilde haar militaire functie maar bleef ze verder bestaan als ontspanningsclub voor de elite. Ze organiseerden verder het gaaischieten op de Grote Markt, een feest dat drie dagen duurde en vaak ontaardde. In 1912 kwam de gilde voor het laatst samen voor de herdenking van haar 600-jarig bestaan.